# 金特·马德
金特·马德（德語：Günther Mader，1964年6月24日—），奥地利男子高山滑雪运动员。他曾代表奥地利参加1988年、1992年、1994年和1998年冬季奥林匹克运动会高山滑雪比赛，其中1992年冬季奥运会获得一枚铜牌。